# Šumane
Šumane (cyr. Шумане) – wieś w Serbii, w okręgu jablanickim, w gminie Lebane. W 2011 roku liczyła 1394 mieszkańców.